# Penanggungan (Gabus)
Penanggungan is een bestuurslaag in het regentschap Pati van de provincie Midden-Java, Indonesië. Penanggungan telt 1589 inwoners (volkstelling 2010).